# Andrés Felipe González
Andrés Felipe González Ramírez (Cali, 8 gennaio 1984) è un ex calciatore colombiano, di ruolo difensore.

## Carriera
Ha debuttato nel 2003 con l'América de Cali, dopo otto anni trascorsi nelle giovanili del club colombiano. Nel gennaio 2006 ha firmato un contratto di un anno con il club cileno del Colo-Colo, per poi ritornare all'América. Dal 2008 milita nell'Independiente Santa Fe.
Dal 2004 gioca anche per la Nazionale di calcio della Colombia, con la quale ha collezionato finora 11 presenze ed ha partecipato alla Copa América 2004 ed alla CONCACAF Gold Cup 2005.

## Palmarès

### Club

#### Competizioni nazionali
- Campionato cileno: 1

Colo-Colo: 2006
- Copa Colombia: 1

Santa Fe: 2009
- Campionato colombiano: 1

Atlético Junior: 2011